# Alexandre Ferreira de Seabra
Alexandre Ferreira de Seabra (Anadia, 12 de Março de 1818 — 1891) foi um jurisconsulto e advogado, presidente da Câmara Municipal de Anadia e autor do primeiro Código de Processo Civil que vigorou em Portugal.

## Biografia
Licenciado pela Universidade de Coimbra.
Delegado do Procurador Régio.
Presidente da Câmara Municipal de Anadia.